# Nacha la Macha
José Ignacio Galán Ordoñez (La Línea de la Concepción, 14 de marzo de 1981), conocido por su nombre artístico Nacha la Macha, es un actor, cantante y transformista español. 

## Biografía
Cursó estudios de interpretación en la ESAD de Sevilla y se trasladó más tarde a Madrid para continuar su carrera artística. Allí, creo el personaje por el que sería más conocido, Nacha La Macha. Pronto comenzó a ser conocida en los locales del madrileño barrio de Chueca traspasando más tarde sus fronteras y convirtiéndose en un importante nombre del transformismo en España. Bajo este personaje, ha presentado numerosas galas, realizado y realizado incursiones en el cine y el teatro y publicado varios álbumes de estudio. 

### Carrera musical
Ha editado dos álbumes de estudio, además de diversos sencillos y conciertos en España y Latinoamérica. Su primer sencillo fue "A esa" (2006), una colaboración con La Prohibida. Tras los EP Belleza Natural (2007) y La Granada del Tic Tac (2013), publicó su primer disco, Como la copla no hay ná (2015), que estaba producido por Rafael Rabay, productor de varios artistas clásicos del género. Desde 2018, publica nuevas versiones de copla, entre ellas los sencillos "Eres cobarde", "Soy una feria" o "El cordón de mi corpiño". El primero de ellos, una versión de Carmen Flores, obtuvo especial eco mediático debido a su videoclip, en el que actuaba el representante Toño Sanchís. En otros videoclips ha contado con la participación de Concha Velasco, las hermanas Hurtado, Gustavo González o Lydia Lozano.[cita requerida]
En 2021, publica un tema original compuesto por la cantante y actriz Josele Román, titulado "La calle oscura". En 2022, publica el sencillo "Homofobia" en colaboración con La Húngara.

### Carrera interpretativa
Ha participado en varias películas, siendo protagonista de dos cintas de Gonzalo García-Pelayo, Copla y Amo que te amen (2015). En teatro, ha protagonizado obras como Tres sombreros de copa, La noche de Nacha o Dos estrellas, un firmamento, donde interpreta a la actriz y cantante Imperio Argentina. [cita requerida] En televisión, ha presentado el magacín El Caldero de Nacha en Iberoamérica TV, y ha aparecido en programas de Telecinco como Sálvame, Sálvame Deluxe, Viva la vida o Ven a cenar conmigo. 
En agosto de 2021 Nacha anuncia su retirada de la noche madrileña para dedicarse más de lleno al teatro. Ya fuera de su personaje de Nacha, protagoniza el musical de Nacho Cano Malinche. Ese año, protagoniza también el musical Paco España, de la gloria al olvido, sobre la figura del transformista Paco España. La obra cerró su gira en el Teatro Marquina de Madrid, obteniendo buenas críticas y ganando dos premios Réplica 2021 de la Asociación de Empresas de Artes Escénicas de Canarias, entre ellos uno a mejor interpretación masculina para Galán.

## Activismo
La actividad pública de Galán bajo su personaje de Nacha la Macha se ha caracterizado por su compromiso con el activismo LGTB y su lucha contra la homofobia, además de la prevención del acoso y bullying. Ha sido pregonera en los Orgullos de Torremolinos (2015), Madrid (2016), Torrevieja (2017), Algeciras (2018), Toledo (2019) y de nuevo de forma conjunta de Madrid (2021). También ha presentado en tres ocasiones la gala de Radio Olé en el Orgullo LGTBI de Madrid.
En 2014 plantó cara al por aquel entonces alcalde de Torremolinos al prohibir un espectáculo travesti por considerarlo no apto para los niños, generando atención mediática por parte de diferentes medios andaluces.
En 2016 fue reconocida en los II Premios del Festival LGTBI de Andalucía en la categoría musical por su trayectoria artística dando visibilidad al colectivo.
En el año 2021 concede una entrevista a los alumnos del Máster en Estudios LGBTIQ+ de la Universidad Complutense de Madrid en el que habla acerca de su trayectoria y el acoso sufrido por parte de la Iglesia Evangélica.

## Discografía

### Álbumes de estudio
- Como la copla no hay ná (2015)
- Como la Nacha no hay ná (2017)

### Sencillos y EP
- "A esa" (con La Prohibida) (2006)
- Belleza Natural (2007)
- "Ahora decide" (2008)
- "Nada" (2008)
- La Granada del Tic Tac (2013)
- "Eres cobarde" (2018)
- "Mañana muérete" (2019)
- "Soy una feria" (2019)
- "El cordón de mi corpiño" (2020)
- "La calle oscura" (2021)
- "La gata bajo la lluvia" (2021)
- "Homofobia" (con La Húngara) (2022)

## Filmografía

### Cine
- Chuecatown, de Juan Flahn (2007)
- La furia de un pasado prohibido, de Luis Chapitai (2008) (documental)[31]
- Poniponchi, una chica cuasi perfecta, de Ivan G. Anderson (2009)
- Copla, de Gonzalo García Pelayo (2015)
- Amo que te amen, de Gonzalo García-Pelayo (2015)

### Televisión
- Sábado Deluxe (2010, 2018).[32][33]
- A tu vera (2014).[34]
- Luar (2015).[35]
- Viva la vida (2018, 2020).[36][37]
- Ven a cenar conmigo (2018).[38]
- Kaiser Permanente (spot publicitario) (2019).[39]
- Ven a cenar conmigo. Gourmet edition (2021).[40]

## Premios
- Premio Rita Mejor Travesti (2015)
- Premio en la categoría musical en el Festival LGTBI de Andalucía (2016)
- Premio Roja Directa (2021), de mano del alcalde de La Línea de la Concepción, su ciudad natal.[41]
- Premio Réplica del Gobierno de Canarias a Mejor Interpretación Masculina por Paco España era un espectáculo (2021).